# SN 2001jh
SN 2001jh – supernowa typu Ia odkryta 9 grudnia 2001 roku w galaktyce A022900+0020. W momencie odkrycia miała maksymalną jasność 23,10m.